# Monteleone di Fermo
Monteleone di Fermo är en ort och kommun i provinsen Fermo i regionen Marche i Italien. Kommunen hade 370 invånare (2018).